# ایمستربرگ
ایمستربرگ (به آلمانی: Imsterberg) یک منطقهٔ مسکونی در اتریش است که در ناحیه ایمست واقع شده‌است. ایمستربرگ ۱۰٫۸۴ کیلومتر مربع مساحت دارد ۸۷۹ متر بالاتر از سطح دریا واقع شده‌است.